# Orde van de Drie Gulden Vliezen

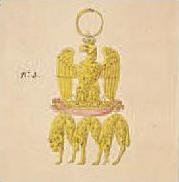
Ontwerp van insigne

De Orde van de Drie Gulden Vliezen (Frans: "Ordre des Trois Toisons d'Or") was een ridderorde die op 15 augustus 1809 na de verovering van Wenen door Napoleon I werd ingesteld. Het is opmerkelijk dat deze Orde nooit is verleend. De Orde hoort tot het type van de Napoleontische Orden zoals die in heel Europa door de Bonapartes werden gesticht.

## Het ontstaan
Het instellen van een dergelijke ridderorde is alleen te verklaren wanneer men aanneemt dat de keizer die dag dronken van vreugde was. In een "in het keizerlijke kamp van Schönbrunn" - bedoeld werd het gelijknamige Weense paleis dat ook veroverd was - uitgevaardigd decreet schreef Napoleon:
"Mijn arenden hebben het Gulden Vlies van de koningen van Spanje en het Gulden Vlies van de Keizers van Duitsland overwonnen. Voor het Franse Keizerrijk wil ik de Keizerlijke Orde van de Drie Gulden Vliezen instellen. Mijn arend zal het zijn die met uitgestrekte vleugels in ieder van zijn klauwen een van de veroverde gouden vliezen zal houden, terwijl hij dan in zijn snavel vol trots het door mij gestichte Gulden Vlies zal dragen."
(Frans: Sera mon aigle aux ailes déployées, tenant suspendue dans chacune de ses serres une des toisons antiques qu’elle a enlevées et elle montrera fièrement en l’air, dans son bec, la toison que j’institue.)
De door de keizer aangetrokken Parijse juwelier Coudray heeft van het door Napoleon beschreven en door Baron Lejeune getekende ontwerp, een veel statischer ontwerp gemaakt dan de ronkende woorden van de Keizer suggereerden; in de uit die tijd bewaard gebleven kleinoden draagt een gekroonde adelaar een vuurslag met daaronder twee gulden vliezen. De naam werd tijdens de voorbereiding van de werkelijke stichting van de orde ook gewijzigd in "Keizerlijke Orde van de Drie Gulden Vliezen".

## De officieren
Op 14 oktober 1810 werden Generaal Andreossy als opvolger van de voorlopig aangestelde graaf de Lacepède en graaf Schimmelpenninck benoemd als grootkanselier en grootschatbewaarder van de orde. Deze laatste moest het beheer over landgoederen bij Rome en mijnen in de Illyrische provincies van het keizerrijk op zich nemen. Uit deze commenden zou de orde namelijk een inkomen van 2 200 000 franc moeten ontvangen om de 1000 ridders ieder jaar 1000 franc pensioen te betalen. De 400 commandeurs zouden 4000 franc krijgen en de 100 grootkruisen (Frans: Grands chevaliers) moesten tevreden zijn met de eer.
De orde zou ook moeten dienen als "cravatte" of vaandeldecoratie van al de regimenten die in de veldslagen van Ulm en Wagram, overwinningen die de verovering van Wenen mogelijk hadden gemaakt, hadden gevochten.

## Het verlenen
Tot het verlenen van de Orde kwam echter het niet. De grootkanselier en een aantal ridders van het Legioen van Eer protesteerden omdat zij een devaluatie van hun onderscheiding vreesden. Napoleons oudere broer Joseph Bonaparte verleende hem zijn eigen Orde van het Gulden Vlies omdat hij meende dat hij als koning van Spanje gerechtigd was zulks te doen.
Napoleon had zich intussen verloofd met de dochter van de keizer van Oostenrijk en wilde zijn aanstaande schoonvader hiermee niet onnodig grieven (er bestond namelijk een Spaanse en een Oostenrijkse tak van de orde). Zo bleef het bij een voornemen en de orde werd uiteindelijk op 27 september 1813 samengevoegd met het Legioen van Eer.
De opgestelde lijsten met de voor de decoratie voorgedragen militairen bleef ongebruikt in het archief in Parijs liggen.
Tijdens de regering van Napoleons neef Napoleon III werden in Parijs een aantal exemplaren van de Keizerlijke Orde van de Drie Gouden Vliezen vervaardigd. Deze worden nog van tijd tot tijd op veilingen aangetroffen als tastbare herinneringen aan de hoogmoed van een keizer die zich meester had willen maken van de een van de oudste en meest aanzienlijke Europese orden.